# Girardot
Girardot – miasto w środkowej Kolumbii, w departamencie Cundinamarca, nad rzeką Magdalena, przy linii kolejowej łączącej Bogotę z Neivą. Około 120 tys. mieszkańców w 2003 r.